# Aloha Airlines
Aloha Airlines («Ало́ха  Э́йрлайнс») — бывшая магистральная авиакомпания Соединённых Штатов Америки со штаб-квартирой в городе Гонолулу (Гавайи), прекратившая свою деятельность 31 марта 2008 года.
В качестве главного транзитного узла (хаба) авиакомпания использовала Международный аэропорт Гонолулу.

## История

### Период поршневых и турбовинтовых самолётов
Авиакомпания Trans-Pacific Airlines была основана 26 июля 1946 года бизнесменом Руди Тонггом в качестве чартерного перевозчика и главного конкурента другой компании Hawaiian Airlines. Первые рейсы выполнялись между городами Гонолулу, Мауи и Хило на единственном самолёте Douglas C-47 (DC-3) времён Второй мировой войны. Первоначальное название авиакомпании свидетельствует об амбициозных планах её основателя по покрытию маршрутной сетью перевозок всего тихоокеанского региона, включая Гавайские острова, Калифорнию и Китай. К концу 1946 года авиакомпания получила неофициальное прозвище «The Aloha Airlines» («Любимая авиакомпания») и имела к тому времени в своём флоте четыре самолёта. 21 февраля 1949 года Президент США Гарри Трумэн подписал официальное разрешение на открытие Trans-Pacific Airlines регулярных авиарейсов, первый регулярный пассажирский рейс был выполнен 6 июня 1949 года между аэропортами Гонолулу и Хило.
В 1952 году авиакомпания впервые достигла прибыли, составшившей по итогам финансового года показателя в 36 410,12 долларов США. При этом стоимость акций компании на фондовой бирже выросла за отчётный год на 30 %, в сравнении с 10 % роста в 1950 году. В 1952 году авиакомпания изменила своё официальное название на TPA-The Aloha Airline. Тем не менее, в последующие пять лет дальнейший рост финансовых показателей авиакомпании практически остановился по причине того, что её главный конкурент Hawaiian Airlines ввела в эксплуатацию современные самолёты Convair 340 и фактически перехватила подавляющую часть рынка авиаперевозок в регионе. В 1958 году на пост президента авиакомпании был избран бизнесмен, специализировавшийся на сделках с недвижимостью, Хунг Во-Цзин (Hung Wo Ching), чья семья к тому времени владела значительной долей акций перевозчика. В ноябре того же года компания очередной и последний раз сменила своё название на Aloha Airlines, а 15 апреля 1959 года воздушный флот авиакомпании пополнился современными турбовинтовыми лайнерами Fairchild F-27 с усиленным килем и более толстой обшивкой фюзеляжа по сравнению с другими самолётами той же серии (руководство компании высказывало некоторые опасения насчёт безопасности эксплуатации лайнеров-высокопланов на взлётно-посадочных полосах аэропортов с грунтовым покрытием). Летом 1959 года доля перевозок Aloha Airlines на региональном рынке взлетела до 42 процентов.

### Эра реактивной авиации

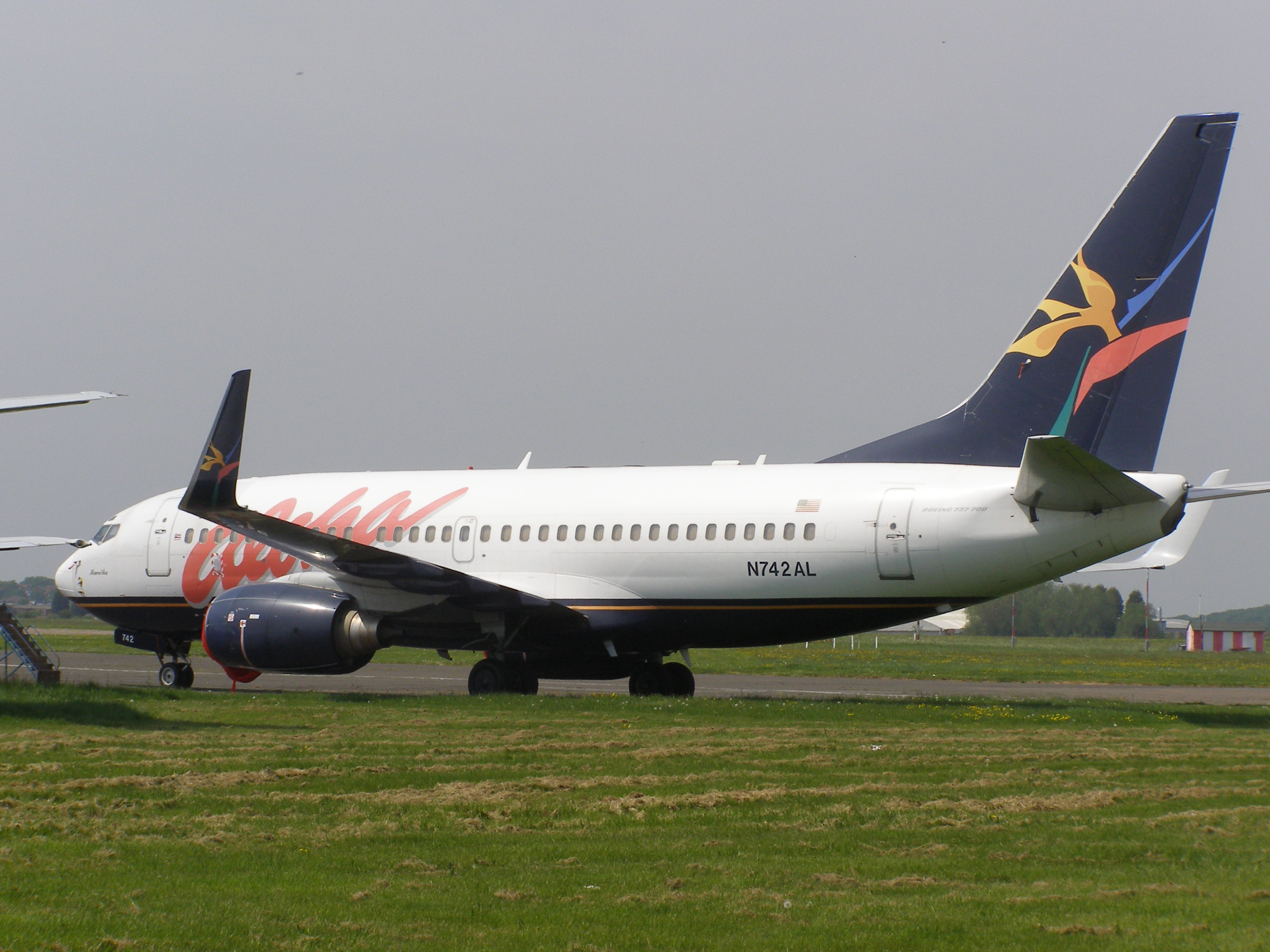
Boeing 737—700 авиакомпании Aloha Airlines

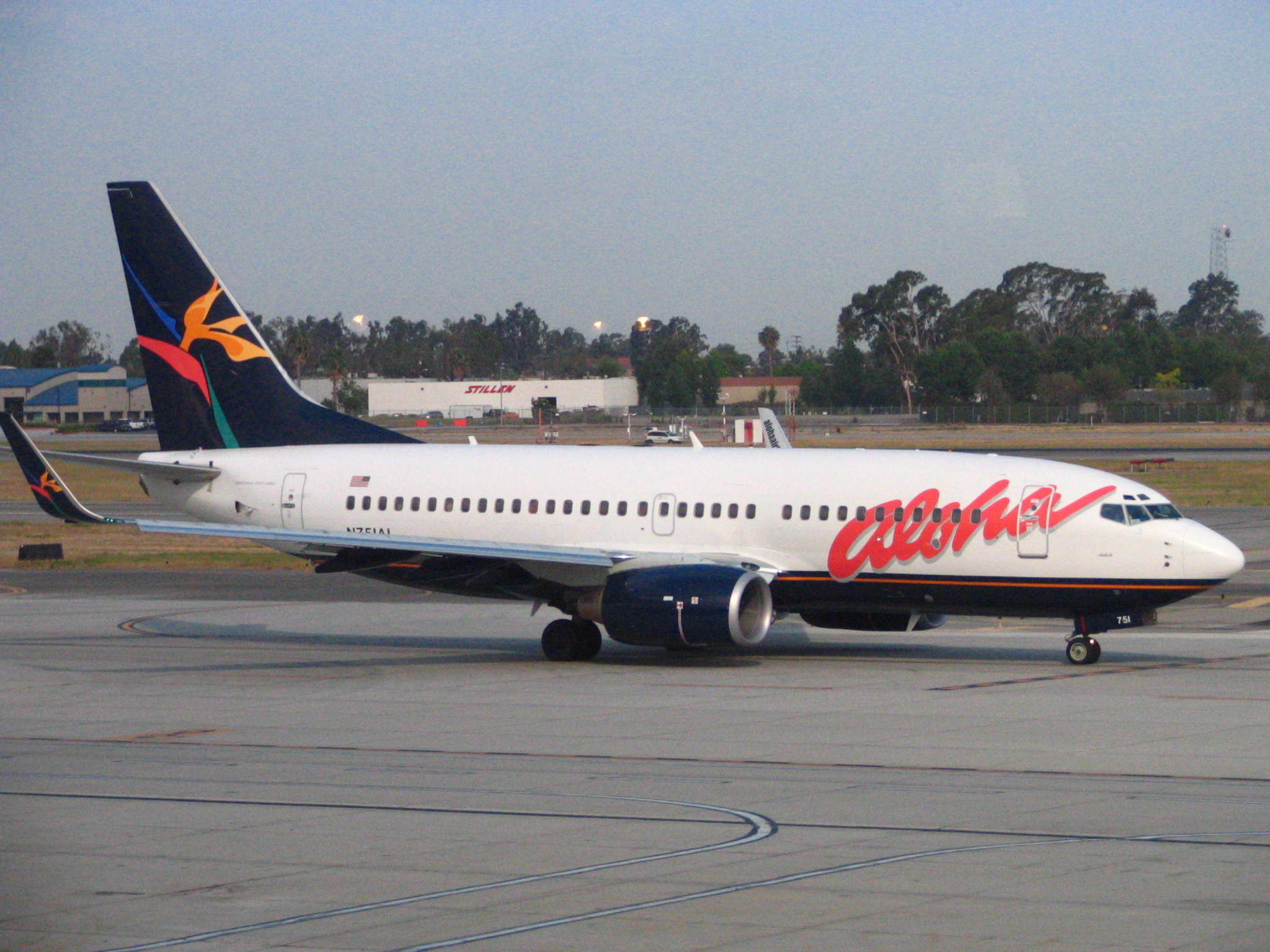
Boeing 737—700 авиакомпании Aloha Airlines

3 января 1961 года Aloha Airlines вывела из эксплуатации последний поршневой самолёт Douglas DC-3, став второй авиакомпанией Соединённых Штатов, полностью перешедшей на коммерческие лайнеры с турбинными двигателями. Спустя два года компания приобретает у австрийской Austrian Airlines два турбовинтовых Vickers Viscount, а затем и третий самолёт той же модели. 16 апреля 1966 года флот Aloha Airlines получил свой первый реактивный BAC 1-11, а в июне 1967 года из эксплуатации были выведены последние Fairchild F-27. Пока Aloha Airlines осваивала небольшие реактивные BAC 1-11, конкурирующая компания Hawaiian Airlines ввела на главном направлении Гонолулу-Хило более вместительные Douglas DC-9-30, тем самым серьёзно подорвав пассажирооборот своего конкурента на данном маршруте. В течение нескольких месяцев руководство авиакомпании присматривалось к приобретению более крупных в сравнении с BAC 1-11 лайнеров, в конечном итоге в декабре 1967 года подписав контракт на поставку двух новых пассажирских самолётов Boeing 737-200. Первый пассажирский B-737 был введён на маршруты 2 марта 1969 года и имел неофициальное название «Funbirds». Резкое увеличение пассажировместимости эксплуатируемых в обеих авиакомпаниях самолётов серьёзным образом ударило по экономике двух конкурентов и уже в следующем 1970 году состоялась первая из трёх в истории неудачных попыток объединения обоих перевозчиков (следующие попытки предпринимались в 1988 и 2001 годах). В октябре 1971 года Aloha Airlines продала турбовинтовые самолёты Vickers Viscounts, полностью переведя свой флот на реактивные лайнеры.
В 1983 году Aloha Airlines анонсировала собственную бонусную программу поощрения часто летающих пассажиров AlohaPass. В 1984 году авиакомпания взяла в лизинг широкофюзеляжный лайнер McDonnell Douglas DC-10-30, а 28 мая открыла на нём регулярные рейсы между Гонолулу, Гуамом и Тайбэем, которые выполнялись под коммерческим брендом Aloha Pacific и вскоре оказались убыточными вследствие сильнейшей конкуренции на данных направлениях с другой магистральной авиакомпанией США Continental Airlines. 12 января 1985 года регулярные полёты из Гонолулу в Гуам и Тайбэй были исключены из маршрутной сети перевозчика. В октябре 1985 года Aloha Airlines приобрела Boeing 737 в специальной конфигурации «Quick-Change», позволявшей в короткое время переоборудовать компоновку самолёта из пассажирского в грузовую и обратно, при этом пассажирская конфигурация использовалась на дневных рейсах, а в ночное время тот же лайнер выполнял грузовые рейсы по чартерным заказам. В феврале 1986 года авиакомпания открыла регулярные еженедельные маршруты между Гонолулу и Киритимати (Остров Рождества), став первой авиакомпанией США, использующей самолёты Boeing 737 по требованиям стандарта ETOPS.
В конце 1986 года президент компании Хунг Во-Цзин и вице-президент Шеридан Инг объявили о намерениях руководства вывести Aloha Airlines из частной собственности и провести процедуру её акционирования для привлечения дополнительных средств инвесторов и выводу компании из состояния банкротства. В следующем году авиакомпания поглотила местного перевозчика Princeville Airways, сначала переименовав его в Aloha IslandAir, а в 1995 году — в Island Air. В 2003 году дочернее подразделение Island Air было реализовано финансовой группе Gavarnie Holding, реорганизовавшись в независимую авиакомпанию.
14 февраля 2000 года Aloha Airlines ввела регулярные трансконтинентальные рейсы на самолётах Boeing 737-700 из Гонолулу, Кахулуи, Коны (Гавайский острова) в Окленд (Калифорния) и несколько позднее из Гонолулу в округ Ориндж, Сан-Диего, Рино и Лас-Вегас. Непродолжительное время компания использовала регулярный маршрут Гонолулу — Ванкувер.
Самый длинный рейс авиакомпании между аэропортами Гавайских островов составлял 350 километров, самый короткий — 100 км, средняя длина маршрутов на островах составляла 215 км. Aloha Airlines вместе со своей дочерней Island Air использовали партнёрское соглашение с магистральной авиакомпанией United Airlines на взаимное признание накопленных бонусных миль по программам поощрения часто летающих пассажиров AlohaPass и Mileage Plus.

## Финансовые проблемы и тарифная война сGo!
Первая половина 2000-х годов стала для Aloha Airlines полосой сплошных неудач. Экономическая стагнация в Японии, террористические акты 11 сентября 2001 года, паника из-за эпидемии вируса атипичной пневмонии 2003 года и существенное повышение цен на топливо привели авиакомпанию к тяжёлому финансовому кризису. 30 декабря 2004 года Aloha Airlines объявила себя банкротом, воспользовавшись положениями Главы 11 Кодекса США о банкротстве коммерческих компаний. После перезаключения трудовых договоров с работниками авиакомпании, получения дополнительных инвестиций от финансовых инвесторов и оптимизации доходов и расходов 17 февраля 2006 года Aloha Airlines сумела выйти из состояния банкротства, а 30 августа 2006 года Председателем совета директоров авиакомпании был назначен топ-менеджер корпорации Boeing Гордон Бетюн.
Дальнейшее положение дел в авиакомпании изменилось едва ли: при сохранении высоких цен на топливо компания ввязалась в затяжную войну тарифов с региональным перевозчиком go!, являющимся дочерним подразделением Mesa Airlines, что привело к повторному объявлению банкротства 20 марта 2008 года. Десять дней спустя Aloha Airlines объявила о прекращении всех регулярных рейсов с конечной датой обслуживания пассажирских операций 31 марта 2008 года, после чего последовало увольнение 1900 сотрудников компании при штатной численности в 3500 человек. Губернатор Гавайев Линда Лингл ходатайствовала о необходимости государственной поддержке перевозчика и восстановления пассажирских рейсов между аэропортами штата, однако рассматривавший дело федеральный судья Ллойд Кинг отклонил ходатайство губернатора, мотивировав свои действия тем, что суд не должен вмешиваться в решения коммерческих компаний.
После прекращения пассажирских перевозок кредиторы авиакомпании попытались продать её дочерние подразделения по частям. Наибольшая цена была предложена за грузовое подразделение Pacific Air Cargo, ряд инвестиционных компаний выразили свою готовность в приобретении грузового перевозчика, в числе заинтересованных сторон были холдинги Saltchuk Resources из Сиэтла, Castle & Cooke Aviation из Калифорнии и гавайская корпорация Kahala Capital, совладельцем которой являлся миноритарный владелец и член совета директоров Aloha Airlines Ричард Инг. В процессе рассмотрения заявок на аукционные торги возникли неустранимые разногласия между претендентами на покупку авиаперевозчика и его основным кредитором финансовой группой GMAC Commercial Finance, в результате чего участники аукциона разом отозвали свои заявки. Почти сразу после срыва торгов GMAC остановила всю операционную деятельность грузового подразделения и пустила его по пути полной ликвидации, сменив заявление о банкротстве предприятия с условий Главы 11 Кодекса США о банкротстве (защита от кредиторов с дальнейшей реорганизацией деятельности) на Главу 7 Кодекса, предусматривающее полное банкротство коммерческой организации.
12 мая 2008 года по настоянию сенатора США Дэниэла Иноуэ инвестиционная группа Saltchuk Resources возобновляет свою заявку на приобретение грузового подразделения Aloha Airlines с общей суммой в 10,5 миллионов долларов США. Сделка была одобрена в тот же день федеральным судьёй Ллойдом Кингом и состоялась 14 мая того же года.
До приобретения грузового филиала Aloha Airlines холдинг Saltchuk Resources уже имел собственное присутствие на Гавайских островах в лице дочерних компаний Young Brothers/Hawaiian Tug & Barge, Hawaii Fuel Network, Maui Petroleum и Minit Stop Stores. Кроме того инвестиционная группа владеет крупнейшей грузовой авиакомпанией Аляски Northern Air Cargo. Приобретённый авиаперевозчик в настоящее время работает под торговой маркой Aloha Air Cargo.

## Маршрутная сеть

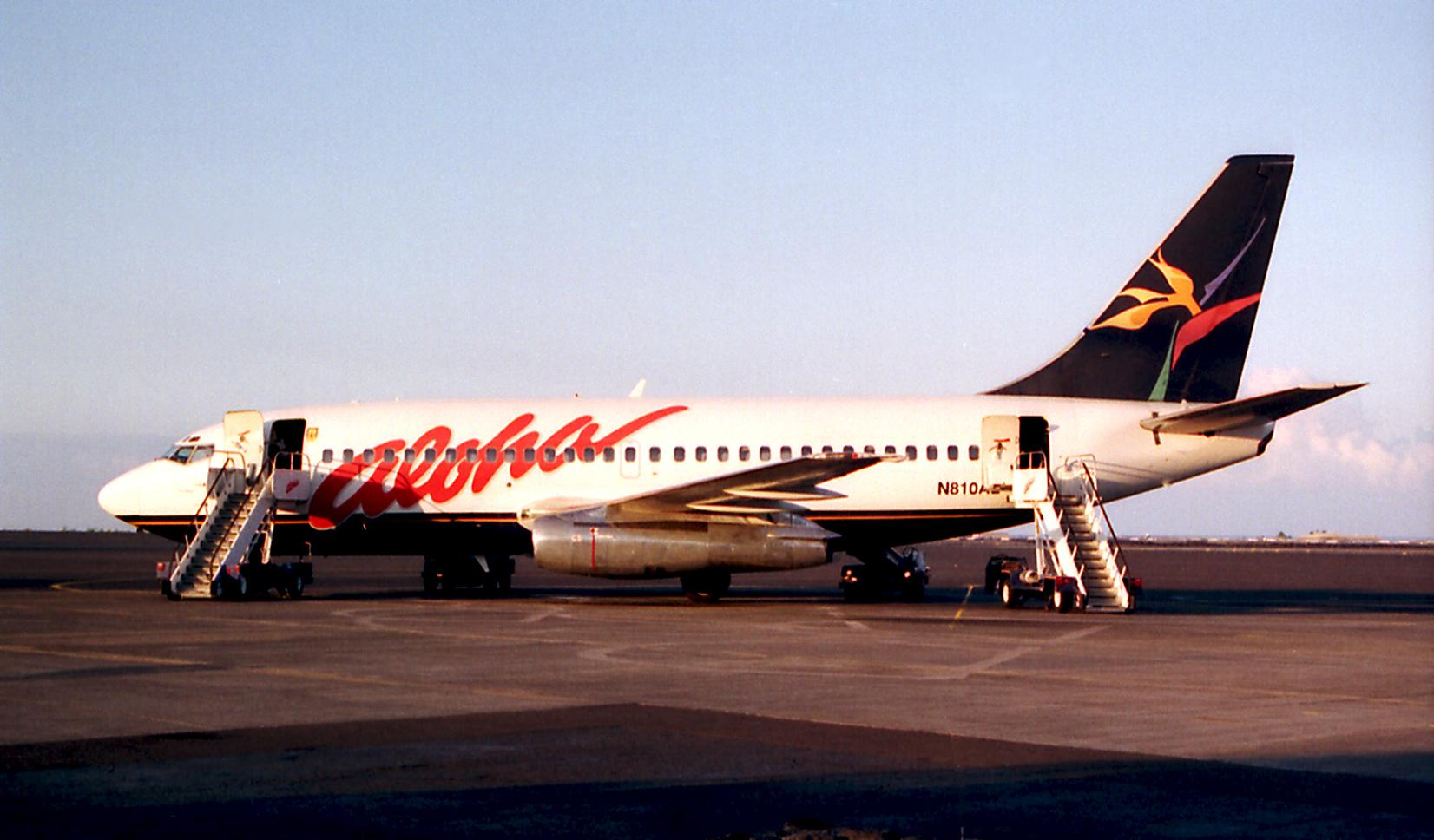
Boeing 737-200 авиакомпании Aloha Airlines

На момент прекращения пассажирских перевозок 31 марта 2008 года маршрутная сеть авиакомпании Aloha Airlines включала в себя следующие пункты назначения:

### США

#### Калифорния
- Бербанк — Аэропорт имени Боба Хоупа
- Окленд — Международный аэропорт Окленд
- Сакраменто — Международный аэропорт Сакраменто
- Сан-Диего — Международный аэропорт Сан-Диего
- Санта-Ана — Аэропорт имени Джона Уэйна основной пункт назначения

#### Гавайи
- Хило — Международный аэропорт Хило
- Гонолулу — Международный аэропорт Гонолулу хаб
- Кахулуи — Аэропорт Кахулуи основной пункт назначения
- Кона — Международный аэропорт Кона
- Лихуэ — Аэропорт Лихуэ

#### Невада
- Лас-Вегас — Международный аэропорт Маккаран
- Рино — Международный аэропорт Рино/Тахо

### Прекращённые маршруты

#### Американское Самоа
- Паго-Паго — Международный аэропорт Паго-Паго, дважды в неделю

#### Канада
- Ванкувер — Международный аэропорт Ванкувер

#### Острова Кука
- Раротонга — Международный аэропорт Раротонга

#### Кирибати
- Киритимати — Международный аэропорт Кэссиди, еженедельный рейс, обычно выполнявшийся по субботам

#### Маршалловы Острова
- Кваджалейн — Военный аэродром Кваджалейн, дважды в неделю
- Маджуро — Международный аэропорт Маршалловых островов, дважды в неделю

#### Атолл Мидуэй
- Мидуэй — Аэропорт Хендерсон-Филд, регулярные чартерные рейсы, обычно по вторникам

## Флот
По состоянию на 31 марта 2008 года воздушный флот авиакомпании Aloha Airlines составляли следующие самолёты:
В марте 2008 года средний возраст воздушных судов авиакомпании составлял 18,2 лет.

## Партнёрские соглашения
Aloha Airlines работала в рамках партнёрских соглашений (код-шеринг) с двумя авиакомпаниями::
- Island Air[17]
- United Airlines[18]

## Авиапроисшествия и несчастные случаи
- 27 июня 1969 года, Международный аэропорт Гонолулу. Самолёт Vickers Viscount (регистрационный номер N7410) столкнулся на перроне с лайнером Douglas DC-9-31 авиакомпании Hawaiian Airlines и был впоследствии списан[19].
- 8 августа 1971 года, Международный аэропорт Гонолулу, самолёт Vickers Viscount (регистрационный номер N7415). После совершения посадки в аэропорту на борту лайнера вспыхнул пожар. О пострадавших не сообщалось, самолёт впоследствии был списан[20].
- 28 апреля 1988 года, рейс 243 Международный аэропорт Хило — Международный аэропорт Гонолулу. Самолёт Boeing 737—297 (регистрационный номер N73711) во время выполнения регулярного рейса из Хило в Гонолулу подвергся взрывной декомпрессии, потерял часть фюзеляжа и совершил аварийную посадку в Аэропорту Кахулуи. Погибла стюардесса Кларабелл Лансинг, ещё 65 пассажиров и членов экипажа получили травмы различной степени тяжести. Комиссия, расследовавшая инцидент, назвала в качестве главной его причины наличие усталостных трещин в металле. Относительно безопасная посадка самолёта подобного класса при столь серьёзных повреждениях до сих пор остаётся беспрецедентным случаем в истории коммерческой авиации.